# 王海燕 (演员)
王海燕（1969年5月11日—），北京人，中國大陆女演員。毕业于上海戏剧学院表演系。丈夫是演员张嘉译。

## 电视剧
- 6集《哦，昆仑》 鲍琪琪
- 20集《大雪小雪又一年》 演雪花
- 16集《神禾塬》 演冷翠
- 20集《西部警察》演田尉
- 6集《沟里人》演菊香
- 20集《老兵酒吧》王晨
- 20集《突出重围》邱洁茹
- 10集《大山嫂》大山嫂
- 20集《大法官》聂小倩
- 31集《天下粮仓》柳含月
- 20集《誓言无声》蓝美琴
- 20集《国家使命》薛云菲
- 20集《女法医》卓梅
- 《沃土》蒋苇
- 《家风》杨锦萍

## 电影
- 《白魂灵》索古吉玛

## 奖项和荣誉
- 《哦，昆仑》中饰演鲍琪琪，并获得金鹰奖最佳女主角提名。本剧也获得飞天奖一等奖。
- 《大雪小雪又一年》中饰演雪花获得金鹰奖最佳女主角提名。
- 《神禾塬》 中饰演冷翠被金鹰奖最佳女演员提名，本剧也获得飞天奖二等奖。
- 《突出重围》中饰演邱洁茹被金鹰奖最佳女演员提名，本剧也获得飞天奖一等奖。
- 《天下粮仓》中饰演柳含月获得飞天奖最佳女主角提名，本剧也获得飞天奖二等奖。
- 《誓言无声》中饰演蓝美琴凭借该剧终于获得飞天最佳女主角奖，金鹰奖最佳女演员奖，中央电视台十佳演员 ，同时该剧也获得飞天奖一等奖。